# Grande Mauritania
La "Grande Mauritania" è un termine che si riferisce alla rivendicazione irredentista mauritana del Sahara occidentale, e possibilmente delle altre aree popolate dai mori o dai sahrawi del deserto del Sahara occidentale.
Le sue principali ideologie concorrenti sono state il berberismo, il nazionalismo sahrawi, l'irredentismo marocchino, il nazionalismo tuareg e panarabismo.

## Panoramica

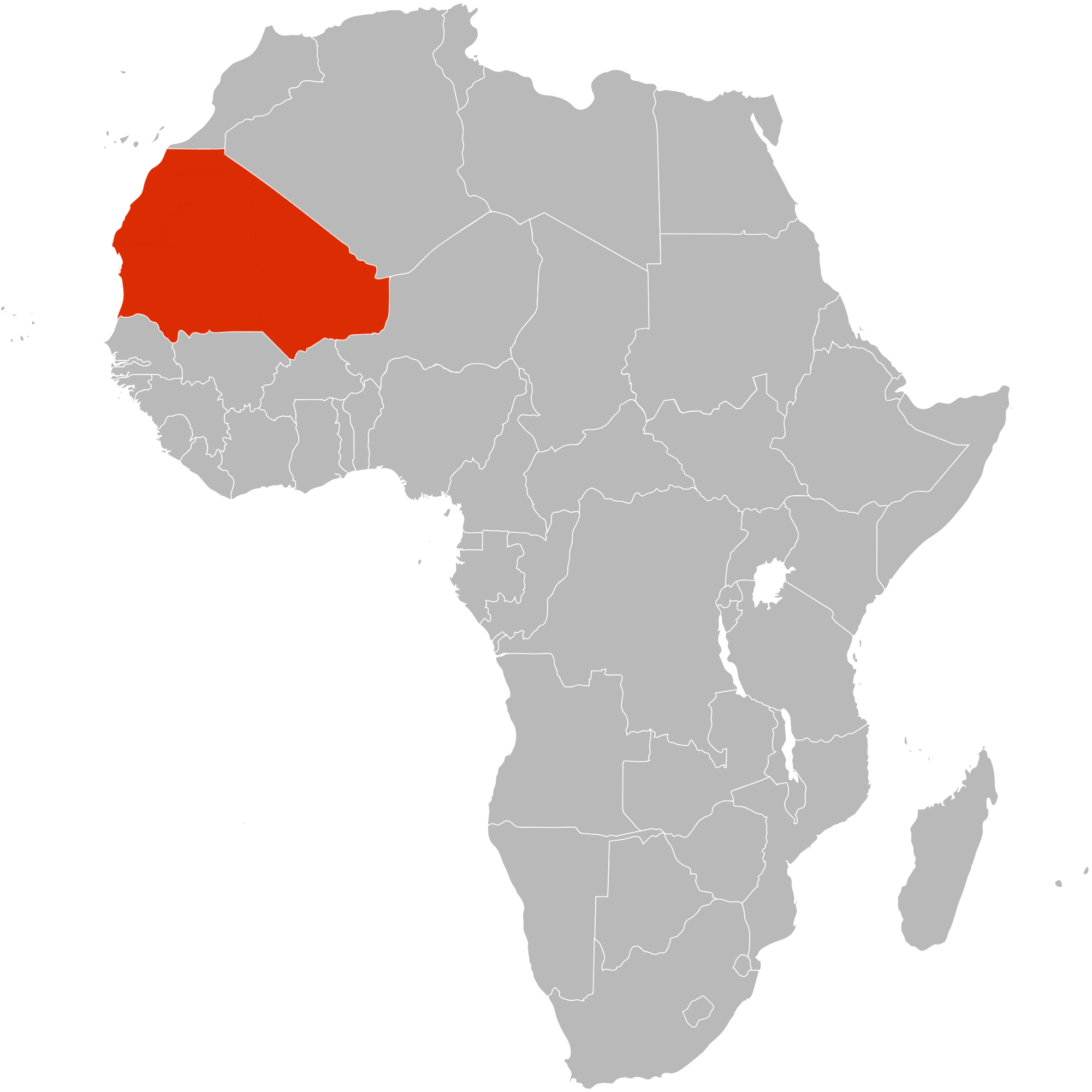
La proposta della Grande Mauritania mostrata all'interno dell'Africa

Il termine fu usato per la prima volta dal primo presidente della Mauritania, Mokhtar Ould Daddah, quando iniziò a rivendicare il territorio allora noto come Sahara spagnolo anche prima dell'indipendenza della Mauritania nel 1960. Nel 1957 Ould Daddah disse:
"Invito quindi i nostri fratelli nel Sahara spagnolo a sognare questa Grande Mauritania economica e spirituale di cui non possiamo parlare al momento. Mi rivolgo a loro e vi chiedo di ripetere loro un messaggio di amicizia, un appello alla concordia tra tutti i Mori dell'Atlantico, ad Azawad e dal Draa ai confini del Senegal."
La base per la sua affermazione furono gli stretti legami etnici e culturali tra i mori mauritani e i sahrawi del Sahara spagnolo, che effettivamente formano due sottoinsiemi della stessa popolazione tribale arabo-berbera. La regione della Grande Mauritania coincide in gran parte con l'area linguistica araba hassaniyya ed era stata storicamente parte del pre-moderno Bilad Chinguetti (in arabo بلاد شنقيط‎?), ovvero la Terra di Chinguetti, centro religioso nella Mauritania contemporanea.
La rivendicazione del Sahara spagnolo è stata nuovamente resa popolare dal regime nei primi anni '70, quando la Spagna si preparava a lasciare la colonia. La Mauritania temeva quindi l'espansione del Marocco verso il suo confine, sullo sfondo delle rivendicazioni concorrenti per un "Grande Marocco" che in precedenza aveva incluso non solo il Sahara spagnolo, ma anche la Mauritania nella sua interezza. (Il Marocco si era rifiutato di riconoscere la Mauritania dall'indipendenza nel 1960, sebbene le relazioni fossero state stabilite nel 1969).
CR Pennell scrive,
Il presidente della Mauritania, Mokhtar Ould Dada, ha parlato di una 'Grande Mauritania', una presunta cultura comune condivisa dalle tribù di lingua araba tra il fiume Senegal e la valle del Dràa. L'idea ha contribuito a costruire l'unità in casa e a frenare l'espansionismo marocchino."
Affermano Thompson e Adloff,
"Fin dall'inizio della sua carriera politica, Daddah ha espresso una politica irredentista nei confronti del Sahara occidentale, con sorprendente perseveranza ma anche senza sfarzo, con l'appoggio meno che accorato del suo popolo e con mezzi minori a sua disposizione rispetto a quelli del Marocco. Il realismo, avendo sempre caratterizzato la valutazione di Daddah sullo status della Mauritania, ridusse progressivamente le sue richieste territoriali da quelle di un'area più grande dell'intero Sahara spagnolo a quello che chiamava Tiris occidentale, o Tiris El Gharbia."
Le rivendicazioni mauritane sul territorio furono quindi utilizzate per scongiurare la minaccia percepita dell'espansionismo marocchino e per invogliare la Spagna a dividere il territorio tra Marocco e Mauritania negli accordi di Madrid. Ciò, tuttavia, non tenne conto di un parere consultivo della Corte internazionale di giustizia (CIG) che aveva deciso alla fine del 1975 che il popolo del Sahara occidentale aveva il diritto all'autodeterminazione, da esercitare liberamente sotto forma di una scelta tra l'integrazione con una o entrambe tra Mauritania e il Marocco o la creazione di uno stato indipendente. La porzione mauritana del territorio, corrispondente alla metà meridionale del Río de Oro, o un terzo dell'intero territorio che fu ribattezzato Tiris al-Gharbiyya.

## Risultati
L'acquisizione è stata violentemente contrastata da un movimento di indipendenza indigena preesistente, il Fronte Polisario, che aveva ottenuto il sostegno dell'Algeria. La guerra che ne seguì andò male per la Mauritania e il governo di Ould Daddah cadde nel 1978. Il paese ha lasciato Tiris al-Gharbiyya l'anno successivo, rinunciando a ogni pretesa su qualsiasi parte del Sahara occidentale e riconoscendo il Fronte Polisario come legittimo rappresentante del suo popolo. Le relazioni con Rabat si deteriorarono rapidamente e, tra le accuse di sostegno del Marocco a tentativi di colpo di stato e scontri armati minori, la Mauritania si avvicinò all'Algeria e al Polisario. Il governo in seguito stabilì rapporti formali con il governo in esilio del Fronte, la Repubblica Democratica Araba dei Sahrawi, come ente sovrano riconosciuto sul territorio.
La visione della Grande Mauritania ha poco fascino nell'odierna Mauritania, e non è perseguita da nessuna delle principali fazioni politiche. Pur riconoscendo ancora la repubblica saharawi, la Mauritania ha in gran parte ricucito le relazioni con il Marocco e ora cerca generalmente di rimanere fuori dalla disputa del Sahara occidentale, che rimane irrisolta.

## Regioni coinvolte nella Grande Mauritania
- Mauritania
- Regione di Azawad, Mali
- Parti della regione di Tillabéri, Niger
- Sahara occidentale